# Papirtis
Papirtis ist ein männlicher litauischer Familienname.

## Weibliche Formen
- Papirtytė (ledig)
- Papirtienė (verheiratet)

## Namensträger
- Leonas Virginijus Papirtis (* 1949), litauischer Jurist, Präsident der litauischen Anwaltskammer und Politiker